# 家具調

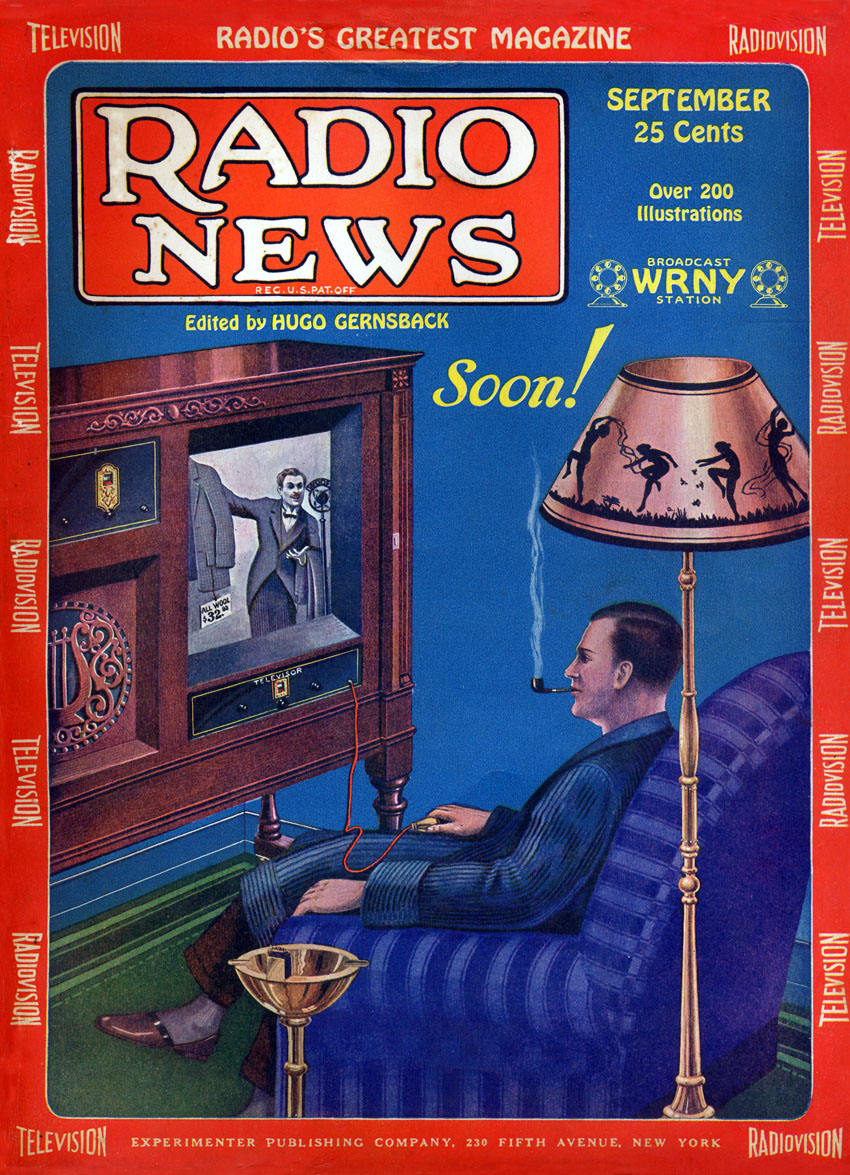
『RADIO NEWS』の表紙（1928年）

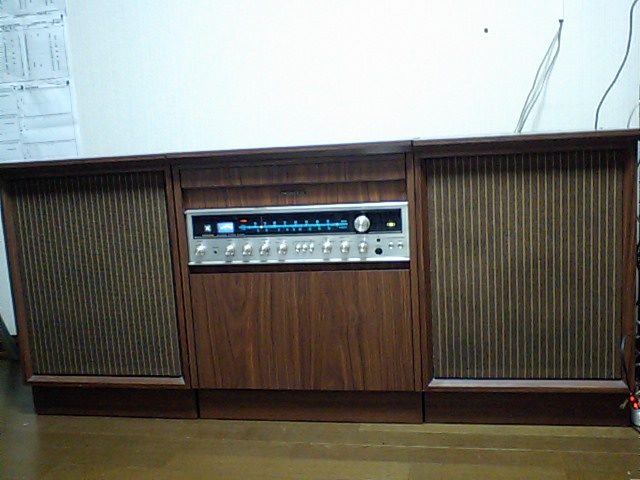
家具調ステレオとも呼ばれた「セパレート型ステレオ」

家具調（かぐちょう）とは、デザインの一つの呼称。天然木もしくは化粧合板などによる木目調が用いられるのが特徴。

## 家電製品
家電製品においては、家具調テレビが、まず挙げられる。
1965年（昭和40年）10月に発売された松下電器産業（現・パナソニック）の「嵯峨」は、家具調テレビの典型として、その後の他社のデザインにも影響を与えたとされている。
かつて、木（茶色系）を用いていたものが主流だった時期は、「ホワイトグッズ（白物家電）」に対して、テレビなどは「ブラウングッズ」という呼び方もされたという。白物でも、炊飯器と冷蔵庫には、木目調が取り入れられたものも一部あった。

### こたつ
社団法人日本家具工業連合会によると、家具調こたつに、定義はないという。一年中テーブルとしても活用できるものが対象となることが多いが、その中でも「デザイン性の高いテーブル」や「木製であるもの」を、メーカーや販売店などが独自の基準で呼んでいるのが現状とのこと。